# Knut Bleicher
Knut Bleicher (ur. 22 kwietnia 1929 w Berlinie, zm. 11 stycznia 2017 w Hamburgu) – niemiecki naukowiec, specjalizujący się w nauce o systemach zarządzania.
W 1952 roku ukończył studia na Wolnym Uniwersytecie Berlina. W 1955 roku w Berlinie obronił pracę doktorską na temat Organizacja planowania w przedsiębiorstwie (Die Organisation der Planung in industriellen Unternehmungen), a w 1966 habilitacyjną Centralizacja i decentralizacja zadań w organizacji przedsiębiorstwa (Zentralisation und Dezentralisation von Aufgaben in der Organisation der Unternehmungen).
W latach 1966–1984 był kierownikiem Katedry Organizacji, Kierowania i Personelu Uniwersytetu w Gießen, a od 1984 do 1994 roku pracował w Universität St. Gallen w St. Gallen w Szwajcarii. Rozwinął tam opracowany w latach 60. model zarządzania St. Galler Management-Modell. Był też redaktorem naczelnym czasopisma Zeitschrift für Organisation.
Indiana University, Universität Siegen oraz Uniwersytet Ekonomiczny w Krakowie (19 sierpnia 2008) przyznały mu tytuły doktora honoris causa.